# Christian Barnekow (1626-1666)
 Der er flere personer med dette navn, se Christian Barnekow.
Christian Barnekow (13. december 1626 på Vidskøvle – 14. april 1666) til Vidskøvle, Lillø, Ørtofte og Løberød var en skånsk og siden svensk adelsmand. 
Han var søn af Hans Barnekow til Birkholm og Elsebe Bille. Kun 4 år gammel blev han forældreløs og blev derefter opdraget dels hos sin slægt og dels på Sorø Skole, hvorefter han i en del år rejste i udlandet og studerede bl.a. ved Universitetet i Strassbourg. 
I 1650 blev han hofjunker og året efter landkommissær i Skåne, men da Skåne blev afstået til Sverige blev han optaget i den svenske adel. I 1662 udnævntes han til vicepræsident i Gøta Hofret
Drn 14. september 1651 blev han gift med Else Rammel (12. februar 1633 – 8. marts 1658 i Malmø) og 5. august 1660 i København med Birgitte Skeel (23. december 1638 – 7. november 1699), der efter hans død giftede sig med grev Christoffer Parsberg og tredje gang med gehejmeråd Knud Thott. 
Fra hans søn Kjeld Christoffer Barnekow stammer de nulevende svenske grever og friherrer Barnekow